# Collection Rolf Heyne
Die Collection Rolf Heyne war ein deutscher Buchverlag und vor allem für Veröffentlichungen im Bereich Fotografie und Kunst bekannt.

## Geschichte
Ursprung des Verlags war die Initiative von Rolf Heyne, der in den 1980er Jahren den Wunsch nach Diversifikation des Hardcover-Programms verfolgte. Daraus resultierte die Einführung der Collection Rolf Heyne als eigenständiges Imprint. Ziel dieses Imprints war die Publikation von Bildbänden, die den ästhetischen Ansprüchen des Verlegers entsprachen.
Im Jahr 2000 erfolgte die Übernahme des Wilhelm Heyne Verlags durch den Axel Springer Verlag. Dieser Schritt führte zur Ausgliederung des bisherigen Programms in eine neu formierte Betriebsgesellschaft, die Collection Rolf Heyne GmbH & Co. KG. Der Verlagsbereich wahrte dadurch seine organisatorische und publizistische Unabhängigkeit. Nach Rolf Heynes Tod im Jahr 2000 führte seine Witwe Anja Heyne den Geschäftsbetrieb weiter. 2014 entschied sie sich, die Verlagstätigkeit aufzugeben.

## Programm
Im Fokus des Verlagsprogramms der Collection Rolf Heyne standen Bildbände, die verschiedene Themenbereiche abdeckten. Ein wiederkehrendes Thema war die Präsentation der Französischen Küche, die in mehreren Publikationen eine zentrale Rolle einnahm. Neben der kulinarischen Ausrichtung etablierte sich der Verlag auch durch die Zusammenarbeit mit der Fotografin Anne Geddes. Insbesondere ihre Babyfotos fanden Eingang in das Verlagsprogramm und gehörten zu den bekannteren Büchern in der Collection Rolf Heyne.